# Salacia wrightii
Salacia wrightii är en benvedsväxtart som beskrevs av Ignatz Urban. Salacia wrightii ingår i släktet Salacia och familjen Celastraceae. Inga underarter finns listade.